# Vittoridi
I Vittoridi, in tedesco Viktoriden, (precedentemente chiamati anche Zacconi, in tedesco Zacconen) furono una delle prime stirpi nobiliari in Svizzera e ricoprirono le più alte cariche secolari ed ecclesiastiche a Coira (Churrätien, Raetia Curiensis) nell'alto Medioevo per dieci generazioni, dalla prima metà del VI secolo all'VIII secolo. Prendono il nome dal Leitname Vittore (Viktor).
Il capostipite della famiglia è considerato Zacco, un capo militare probabilmente nominato dai Merovingi verso la metà del VI secolo, successore di un dux retico. In una delle generazioni successive, un membro della famiglia degli Zacconidi si legò per via parentale con la famiglia nativa dei Vittoridi, che aveva raggiunto una posizione politica relativamente indipendente in Rezia intorno al 600 e aveva ricoperto alcune cariche secolari. La diocesi della Rezia era annessa all'arcidiocesi di Milano, ma a partire dal 600 circa aumentò l'influenza della chiesa franca. Nella provincia il potere laico ed ecclesiastico si consolidò nelle mani della stirpe dei Vittoridi, che aveva, come già detto, legami con la dinastia merovingia in Gallia. I Vittorini vennero a ricoprire le cariche di vescovo e di praeses (un titolo romano indicate la più alta funzione giudiziaria). Il primo duca vittoride fu Vittorio I, che si staccò dall'arcidiocesi di Milano per legarsi alla chiesa franca. I Vittoridi furono così in grado di controllare le antiche terre fiscali imperiali romane, le proprietà ecclesiastiche e le risorse militari della regione. Sotto i successori di Zacco gli uffici di duca e di praeses furono uniti, mentre il titolo episcopale fu loro monopolio

Alla fine del VII secolo il potere secolare e quello spirituale erano apparentemente separati, poiché nella settima generazione un Vittore risulta nelle fonti come vescovo, suo fratello Jactatus come praeses. Il potere fu anche diviso tra i figli di Jactatus intorno al 720: Vigilius fu vescovo, Vittore praeses. Anche i figli di Vittore, Tellone e Zacco, condivisero il potere come vescovi e praeses. Dopo la morte dei suoi fratelli, Tellone riunì il potere ed esercitò un classico governo episcopale regionale nella Raetia Curiensis.

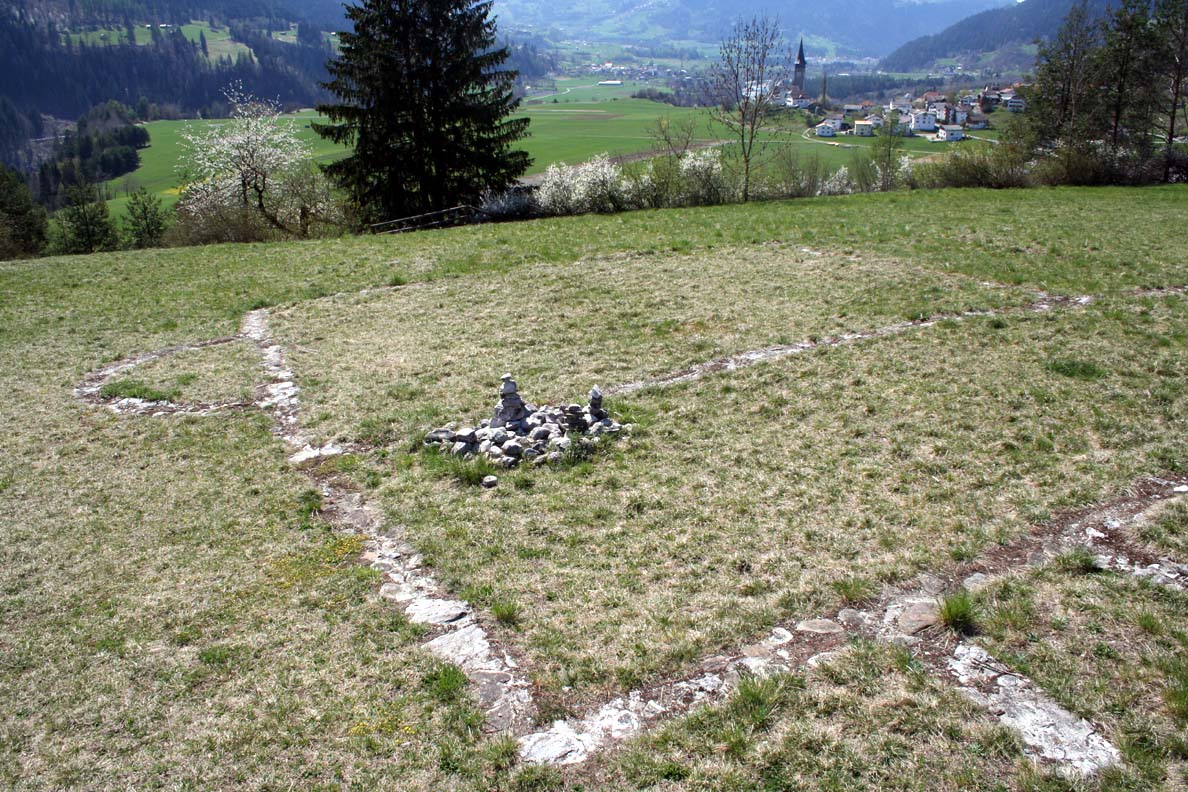
I resti di mura di Bregl da Heida

Oltre a Tellone, il più famoso portatore del nome fu il vescovo Vittore I, il quale è attestato nel 614 in qualità di partecipante al quinto sinodo dei vescovi a Parigi. Il più grande sinodo generale del regno franco merovingio si occupò di questioni di diritto ecclesiastico come la libertà di elezione dei vescovi e la competenza dei tribunali ecclesiastici. Il 10 ottobre 614, Vittore I firmò le risoluzioni del sinodo. La presenza di Vittore al sinodo della franco dimostra che la diocesi di Coira era saldamente integrata nella chiesa imperiale franca.
I Vittoridi parteciparono alla fondazione dell'abbazia di Pfäfers (Faveras in romancio) (circa 730) e i monaci di Pfäfers contribuirono probabilmente alla fondazione di Müstair (Tuberis).
Sotto i Carolingi, che sconvolsero le strutture merovinge franco-romane, il potere dei Vittoridi diminuì e furono sostituiti. L'ultimo vescovo vittoride fu Vittorio III (morto verso l'836), che combatté contro le forze secolari che cercavano di prendere il potere e i beni della diocesi, ma alla fine fallì nel proposito. Con il nipote di Tellone, Vittore, e le sue nipoti Teusinda e Odda, che sono ancora menzionate nell'aggiunta al testamento di Tellone, la linea dei Vittoridi si estinse.
A Sagogn, vicino a Bregl da Heida, sono presenti le rovine del castello di Schiedberg, un maniero dei Vittoridi.